# Aphilopota mweruana
Aphilopota mweruana là một loài bướm đêm trong họ Geometridae.